# Патерно (Фрозиноне)
Патерно је насеље у Италији у округу Фрозиноне, региону Лацио.
Према процени из 2011. у насељу је живело 258 становника. Насеље се налази на надморској висини од 617 м.